# Mercedes-Benz W 14
La Mercedes-Benz W 14 est le développement ultérieur du prototype d'automobile compacte Mercedes-Benz W01 de 1926, à laquelle la direction n'a donné aucune chance de marché en raison de son moteur six cylindres coûteux. Encore une fois, le véhicule devait être proposé sous le nom de Type 5/25 PS.
Ferdinand Porsche a révisé le concept de la W 01 et a conçu un moteur quatre cylindres d'une cylindrée de 1 280 cm³ (68 mm x 88 mm) et également de 25 ch (18,4 kW). En raison de la faible élasticité du moteur quatre cylindres, elle disposait d'une boîte de vitesses à quatre rapports. Le réservoir de carburant d’une capacité de 45 litres était situé dans le compartiment moteur. La voiture pouvait atteindre une vitesse de pointe de 84 km/h. 28 prototypes, voitures de tourisme et berlines, ont été construits à partir de ce modèle.
La direction aimait beaucoup mieux ce véhicule, mais elle a défini le seuil de rentabilité de sa production à 1 000 unités par mois. Cela aurait nécessité un investissement immédiat de 10 millions de Reichsmark, ce que la direction ne voulait pas faire à l'époque. Le projet de voiture compacte a finalement été abandonné.

## Chiffres de production W 14
| Année              | 1928 | total |
| ------------------ | ---- | ----- |
| Mercedes-Benz W 14 | 28   | 28    |